# Большое Еравное
Большо́е Ера́вное (бур. Ехэ Ярууна) — озеро на территории Еравнинского района Республики Бурятии. Входит в состав Еравно-Хоргинской системы озёр. Имеет размеры около 14 километров в длину и 13 километров в ширину, максимальная глубина — 5 метров. Площадь озера — 104 км², площадь водосбора — 972 км². В юго-западной части соединено небольшим проливом с озером Сосновым. На берегу озера располагается село Гарам (около 1,5 тыс. человек).
Образовалось в результате распада большого озера на несколько водоёмов (Большое Еравное, Малое Еравное, Сосновое, Укырское, Хаймисановское) в результате разделения узкими песчано-галечными пересыпями. Уровень воды подвержен сильным колебаниям.
Озеро богато биологическими ресурсами, прежде всего рыбой. Типичными представителями ихтиофауны являются плотва, лещ, окунь, менее распространены сазан, карась, щука, эпизодически встречается пелядь.
В акватории Большого Еравного озера был впервые обнаружен и описан гибрид леща и плотвы сибирской (сороги) — подлещик. Рыбохозяйственное значение озера очень велико..
Прозрачность воды — от 1 до 3 метров. Минерализация вод озера — 165 мг/л, pH — 9,6